# Reutbach (Brombach)
Der Reutbach ist ein rechter Zufluss des Brombachs bei Haundorf im mittelfränkischen Landkreis Weißenburg-Gunzenhausen.

## Verlauf
Der Reutbach entspringt inmitten des Gräfensteinberger Waldes im Fränkischen Seenland südlich des Spalter Hügellandes auf einer Höhe von 429 m ü. NN auf dem Gebiet der Gemeinde Haundorf südöstlich des Ortes Brombach unweit der Europäischen Hauptwasserscheide. Der Bach fließt beständig durch das Waldgebiet in östliche Richtung. Er mündet nach einem Lauf von etwa 1,5 Kilometer auf einer Höhe von 415 m ü. NN auf dem Gebiet der Gemeinde Absberg unweit des Naturschutzgebietes Brombachmoor von rechts bzw. von Westen in den Brombach, der unweit den aufgestauten Brombachsee bildet.